# Challenger de Troyes 2024
El torneo Internationaux de Tennis de Troyes 2024 fue un torneo de tenis perteneció al ATP Challenger Tour 2024 en la categoría Challenger 50. Se trató de la 3ª edición; el torneo tuvo lugar en la ciudad de Troyes (Francia), desde el 3 hasta el 7 de julio de 2024 sobre pista de tierra batida al aire libre.

## Jugadores participantes del cuadro de individuales
| Preclasificado | País                  | Jugador             | Rank1 | Posición en el torneo |
| 1              | Bandera de Argentina  | Marco Trungelliti   | 153   | Primera ronda         |
| 2              | Bandera de Francia    | Calvin Hemery       | 200   | Primera ronda, retiro |
| 3              | Bandera de Kazajistán | Timofey Skatov      | 229   | FINAL                 |
| 4              | Bandera de Ecuador    | Álvaro Guillén Meza | 259   | Primera ronda         |
| 5              | Bandera de Lituania   | Vilius Gaubas       | 272   | Segunda ronda         |
| 6              | Bandera de Francia    | Tristan Lamasine    | 280   | Primera ronda         |
| 7              | Bandera de Dinamarca  | Elmer Møller        | 281   | Primera ronda         |
| 8              | Bandera de España     | Martín Landaluce    | 303   | Cuartos de final      |

- 1 Se ha tomado en cuenta el ranking del 24 de junio de 2024.

### Otros participantes
Los siguientes jugadores recibieron una invitación (wild card), por lo tanto ingresan directamente al cuadro principal (WC):
- Lilian Marmousez
- Maxence Rivet
- Abel Hernández Águila

Los siguientes jugadores ingresan al cuadro principal tras disputar el cuadro clasificatorio (Q):
- Maxence Beaugé
- Constantin Bittoun Kouzmine
- Mika Brunold
- Evgeny Karlovskiy
- Neil Oberleitner
- Olaf Pieczkowski

## Campeones

### Individual Masculino
- Gabriel Debru derrotó en la final a  Timofey Skatov por 6–3, 6–7(1), 7–5

### Dobles Masculino
- Neil Oberleitner /  Jakub Paul derrotaron en la final a  Denis Istomin /  Evgeny Karlovskiy por  6–4, 7–6(1)